# Fengdu
Fengdu (en chino, 丰都; pinyin, Fēngdū) es un condado bajo la administración directa de la Municipalidad de Chongqing en la  República Popular China.  Su área es de 2900 km² y su población total para 2010 superó los 649 mil habitantes.

## Administración
Desde julio de 2020, el  condado Fengdu se divide en  pueblos que se administran en 2 subdistritos,  23 poblados y 5 villas.